# Ricardo Navarrete
Ricardo Osvaldo Navarrete Betanzo (Mulchén, 14 de noviembre de 1949) es un ingeniero comercial, economista y político chileno, miembro del Partido Radical. Fue senador por la Región de la Araucanía en el período 1990-1994. Entre los años 2006 y 2010 se desempeñó como Subsecretario de Investigaciones y fue embajador de Chile en Colombia entre 2014 y 2018.

## Biografía

### Inicios en la política
En 1962 ingresó al Instituto Comercial de Angol, y después, al Superior de Comercio de Temuco, para cursar la carrera de Contador auditor. Luego entró a la Universidad Técnica del Estado, donde obtuvo su título de ingeniero comercial. Fue vicepresidente nacional de la Federación de Estudiantes de Comercio de Chile y miembro del Consejo Central de Reforma y del Consejo Directivo de su universidad.
Sus actividades políticas comenzaron cuando ingresó a la Juventud Radical. En dicha colectividad ocupó diversos cargos, llegando a ser vicepresidente nacional. Tras el Golpe militar del 11 de septiembre de 1973 tuvo que partir al exilio.
Representó al Partido Radical en varios países, participando en los Comités de Solidaridad con Chile. En esa época viajó a España, donde ingresó a la Universidad Complutense de Madrid para obtener su título de Contador General, Economista y diplomado en Ciencias Empresariales. En su regreso al país asume la secretaría general del radicalismo, bajo la presidencia de Enrique Silva Cimma.

### Senador
Tras el plebiscito que puso fin a la Dictadura Militar, participó en las elecciones parlamentarias que se llevaron a cabo en 1989. Postuló a un cupo como senador en la Decimocuarta Circunscripción Senatorial, de Región de La Araucanía Norte. Resultó elegido como primera mayoría con el 28,83% de los votos.
En su período parlamentario, que duró cuatro años debido a la reestructuración distrital del recién inaugurado Congreso Nacional, integró la Comisión Permanente de Relaciones Exteriores; la de Obras Públicas; y la de Agricultura que presidió; y fue senador reemplazante en la Comisión Permanente de Defensa Nacional. Participó en la ley indígena promulgada durante el gobierno de Patricio Aylwin. Presidió el Grupo Chileno Interparlamentario ante la Unión Parlamentaria Mundial y fue presidente de la Comisión Organizadora de la Asamblea Interparlamentaria Mundial en 1991.
Se presentó a la reelección en las parlamentarias de 1993, donde estuvo a punto de doblar con su compañero de lista, Roberto Muñoz Barra (PPD) (ambos sumaron el 64,01% de los votos), y quedando fuera por el cerca del 33% del RN Francisco Prat y el independiente Orwal Casanova.   
En 1994, se sumó al nuevo Partido Radical Socialdemócrata (PRSD), fundado tras la fusión del Partido Radical con la Social Democracia (ex Izquierda Radical). En este partido ha ocupado cargos de relevancia, como el de vicepresidente nacional (1994-1999 y 2011-2014), secretario general (2005-2007) y presidente interino (2014).

### Después del Senado
Tras dejar la Cámara Alta, ocupó la rectoría de la Universidad de Temuco entre 1995 y 1997. De ese año al 2002 fue Gerente Corporativo del Grupo de Empresas ENAP (de la Empresa Nacional del Petróleo) e integró varios directorios de empresas públicas y privadas. Fue presidente del Comité Olímpico de Chile (COCh) entre 1999 y 2001.
En 2005, fue candidato a diputado por el Distrito 48, donde no resultó elegido. 
Fue designado por Michelle Bachelet como Subsecretario de Investigaciones en 2006, cargo que ocupó durante todo el período presidencial. 
En abril de 2014 fue designado por la presidenta Michelle Bachelet como embajador de Chile en Colombia. Cesó en el cargo en 2018.

## Historial electoral

### Elecciones parlamentarias de 1989
- Elecciones parlamentarias de 1989 a Senador por la Circunscripción 14, (Araucanía Norte)[6]

| Candidato                  | Pacto                          | Partido | Votos  | %     | Resultado |
| -------------------------- | ------------------------------ | ------- | ------ | ----- | --------- |
| Ricardo Navarrete Betanzo  | Concertación por la Democracia | PR      | 39 486 | 28,83 | Senador   |
| Erich Schnake Silva        | Concertación por la Democracia | PPD     | 30 350 | 22,16 |           |
| Francisco Prat Alemparte   | Democracia y Progreso          | RN      | 29 619 | 21,63 | Senador   |
| Patricio Phillips Peñafiel | Partido Nacional               | PN      | 17 304 | 12,64 |           |
| Fernando Maturana Erbetta  | Democracia y Progreso          | RN      | 16 563 | 12,09 |           |
| Guillermo Santiago García  | Partido Nacional               | PN      | 3627   | 2,65  |           |

### Elecciones parlamentarias de 1993
- Elecciones parlamentarias de 1993 a Senador por la Circunscripción 14, (Araucanía Norte)[7]

| Candidato                   | Pacto                                | Partido | Votos  | %     | Resultado |
| --------------------------- | ------------------------------------ | ------- | ------ | ----- | --------- |
| Roberto Muñoz Barra         | Concertación por la Democracia       | PPD     | 55 757 | 40,03 | Senador   |
| Francisco Prat Alemparte    | Unión por el Progreso de Chile       | RN      | 38 662 | 27,94 | Senador   |
| Ricardo Navarrete Betanzo   | Concertación por la Democracia       | PR      | 33 183 | 23,98 |           |
| Orwal Casanova Cameron      | Unión por el Progreso de Chile       | ILB     | 7013   | 5,07  |           |
| Mauricio Teillier Del Valle | Alternativa Democrática de Izquierda | PC      | 3747   | 2,71  |           |

### Elecciones parlamentarias de 2005
- Elecciones parlamentarias de 2005 a Diputado por el Distrito 48, (Angol, Collipulli, Ercilla, Los Sauces, Lumaco, Purén, Renaico y Traiguén)[8]

| Candidato                            | Pacto                          | Partido | Votos  | %     | Resultado |
| ------------------------------------ | ------------------------------ | ------- | ------ | ----- | --------- |
| Mario Venegas Cárdenas               | Concertación Democrática       | PDC     | 23 775 | 35,75 | Diputado  |
| Gonzalo Arenas Hodar                 | Alianza                        | UDI     | 16 751 | 25,19 | Diputado  |
| Francisco Bayo Veloso                | Alianza                        | RN      | 10 420 | 15,67 |           |
| Ricardo Navarrete Betanzo            | Concertación Democrática       | PRSD    | 7806   | 11,74 |           |
| Sofía Del Carmen Painiqueo Tragnolao | Independiente (Fuera de Pacto) | IND     | 2437   | 3,66  |           |
| Domingo Marileo Toledo               | Juntos Podemos Más             | PCCH    | 2268   | 3,41  |           |
| Romnel Edgardo Aravena Rosales       | Fuerza Regional Independiente  | ANI     | 2167   | 3,26  |           |
| Juan Varela Reyes                    | Juntos Podemos Más             | ILC     | 874    | 1,31  |           |